# Juan Pablo Montes
Juan Pablo Montes (Sulaco, Departamento de Yoro, Honduras; 26 de octubre de 1985) es un futbolista hondureño, Juega de defensa central, su primer equipo fue el Atlético Olanchano y actualmente juega en el Club Deportivo Olimpia de la Liga Nacional de Honduras.

## Trayectoria

### Atlético Olanchano
Juan Pablo Montes se inició en las categorías inferiores del Atlético Olanchano donde destacó como una de las promesas a futuros del club, en 2006 debutó en primera división con Atlético Olanchano pero sin tener mucha participación. 

### Victoria
En 2007 llega al Club Deportivo Victoria donde jugó un total de 51 partidos y anotó un gol, estuvo hasta 2011.

### Vida
Para la siguiente temporada llega al Club Deportivo Vida, pero debido a una fuerte lesión en una pierna se perdió todo el torneo y fue dado de baja meses más tarde. 

### Necaxa
En enero de 2012 por pedido de Jorge Ernesto Pineda es fichado por el Club Deportivo Necaxa donde tampoco vio muchas actividades al acumular solamente 7 juegos. Al final del torneo el equipo desapareció, y por ende fue dado de baja.

### Platense
En 2012 es fichado por el Platense Fútbol Club para afrontar el Apertura 2012 y el Clausura 2013. Para 2013 el Ruso tuvo un gran momento futbolístico, lo que lo llevó a ser convocado por la selección nacional y su presencia en el equipo selacio era impecable. En Platense logró disputar un total de 27 partidos.

### Motagua
Finalmente en 2013 se anunció la llegada del Ruso al Club Deportivo Motagua con un contrato de un año, equipo que pagó los 260,000 dólares solicitados por el Platense para finiquitar su traspaso.

## Selección nacional
Ha sido internacional con la Selección de fútbol de Honduras en más de 10 ocasiones. Su primera aparición fue en un partido ante El Salvador en 2013.
El defensa Juan Pablo Montes fue convocado sorpresivamente a la Selección Nacional de Honduras por el técnico colombiano, Luis Fernando Suárez, para jugar la Copa Centroamericana 2013 donde fue titular indiscutible en la defensa central acompañando a Víctor Bernárdez. Juan Montes anotó un gol en dicha copa, el gol se lo anotó a la Selección de fútbol de Panamá. El Ruso Montes utilizó la playera número 13 en la Selección de fútbol de Honduras.
Posteriormente fue convocado para jugar las Eliminatorias Rumbo a la Copa Mundial de Fútbol de 2014, y el 5 de mayo de 2014 se anunció que Montes había sido convocado entre los 23 jugadores que disputarán la Copa Mundial de Fútbol de 2014 en Brasil con Honduras.

### Participaciones en Copa Centroamericana
| Copa Centroamericana      | Sede           | Resultado  |
| ------------------------- | -------------- | ---------- |
| Copa Centroamericana 2013 | Costa Rica     | Subcampeón |
| Copa Centroamericana 2014 | Estados Unidos | 5.º lugar  |

### Participaciones en Copas del Mundo
| Mundial                        | Sede   | Resultado    |
| ------------------------------ | ------ | ------------ |
| Copa Mundial de Fútbol de 2014 | Brasil | Primera fase |

## Clubes
| Club               | País     | Año         |
| ------------------ | -------- | ----------- |
| Atlético Olanchano | Honduras | 2006 - 2007 |
| Victoria           | Honduras | 2007 - 2011 |
| Vida               | Honduras | 2011        |
| Necaxa             | Honduras | 2012        |
| Platense           | Honduras | 2012 - 2013 |
| Motagua            | Honduras | 2013 - 2021 |
| Vida               | Honduras | 2021 - 2022 |

## Palmarés

### Campeonatos nacionales
| Título                | Club    | País     | Año  |
| --------------------- | ------- | -------- | ---- |
| Torneo Apertura       | Motagua | Honduras | 2014 |
| Torneo Apertura       | Motagua | Honduras | 2016 |
| Torneo Clausura       | Motagua | Honduras | 2017 |
| Supercopa de Honduras | Motagua | Honduras | 2017 |

### Títulos internacionales
| Título        | Club                   | País     | Año  |
| ------------- | ---------------------- | -------- | ---- |
| Liga Concacaf | Club Deportivo Olimpia | Honduras | 2022 |